# Trichophaea pseudogregaria
Trichophaea pseudogregaria är en svampart som beskrevs av Rick 1907. Trichophaea pseudogregaria ingår i släktet Trichophaea och familjen Pyronemataceae.   Inga underarter finns listade i Catalogue of Life.